# Protoplast

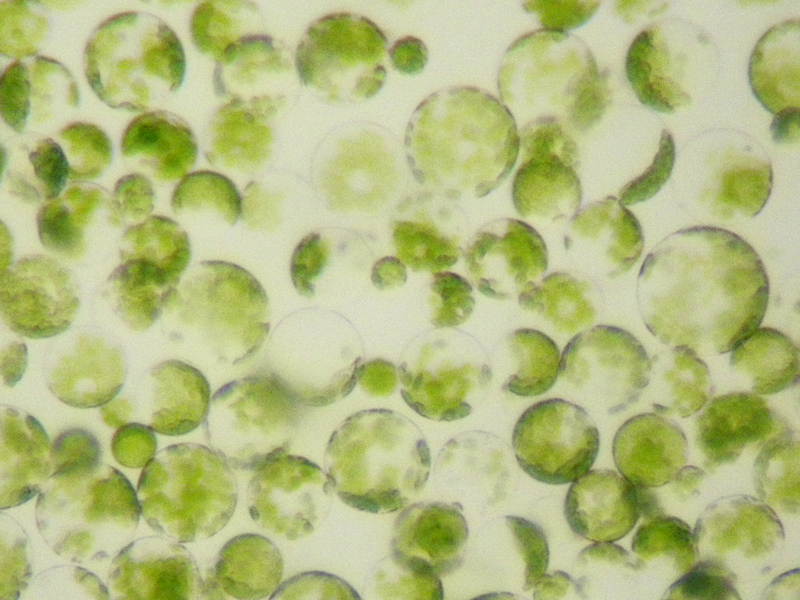
Protoplasts de les cèl·lules d'una petúnia

Protoplast, del grec πρῶτον (primer) + verb πλάθω o πλάττω (moldejar), inicialment es referia al primer cos organitzat d'una espècie.
Per això hi ha diverses definicions en biologia:
- Un protoplast és una cèl·lula de planta, bacteril o fong a la qual s'ha extret parcial o completament la paret cel·lular fent servir ja siga sistemes mecànics o enzimàtics.
  - Protoplasts – que tenen la seva paret cel·lular completament extreta.
  - Esferoplasts – que tenen parcialment extreta la seva paret cel·lular.

- Més generalment protoplast es refereix a la unitat biològica composta d'un nucli cel·lular i els materials protoplasmàtics que l'envolten.

## Enzims per a la preparació de protoplasts
La paret cel·lular està feta d'una varietat de polisacàrids. Els protoplasts es poden fer degradant la paret cel·lular amb una mixtura apropiada d'enzims:
| Tipus de cèl·lula      | Enzim                           |
| ---------------------- | ------------------------------- |
| Cèl·lula vegetal       | Cel·lulasa, pectinasa, xilanasa |
| Bacteris Gram-positius | Lisozim (+EDTA)                 |
| Cèl·lules de Fongs     | Quitinasa                       |

Durant i amb posterioritat a la digestió de la paret cel·lular, el protoplast esdevé molt sensible a l'estrès osmòtic. Això significa que la digestió i l'emmagatzemament s'han de fer en una solució de pH isotònic per a evitar la ruptura de la membrana plasmàtica.

## Usos del protoplast

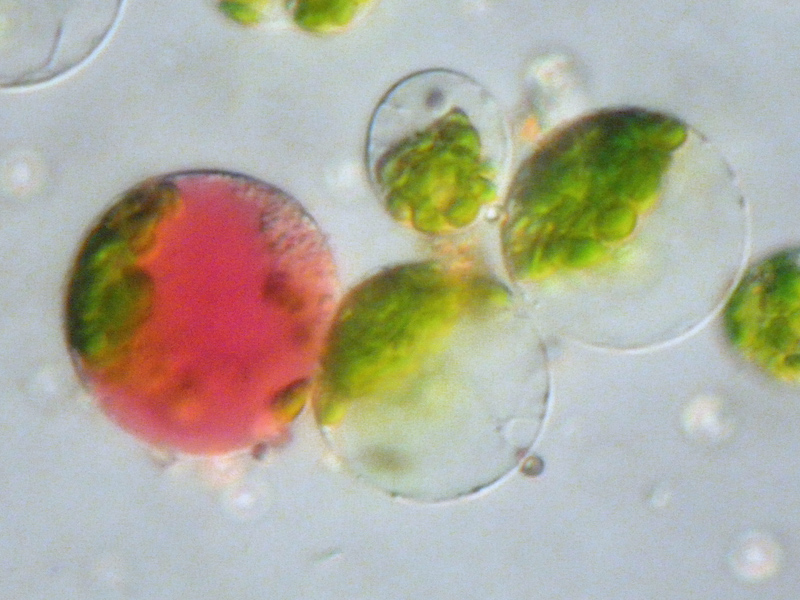
Protoplast fusionat (esquerra) (d'un pètal).

Els protoplasts es poden fer servir per estudiar la membrana en biologia, incloent-hi la captura de macromolècules i virus.
Els protoplasts es fan servir molt per a la transformació genètica amb ADN i així fer plantes modificades genèticament), ja que la paret cel·lular podria d'altra manera bloquejar el pas d'ADN dins la cèl·lula. En cas de cèl·lules vegetals, els protoplasts poden ser regenerats cap a plantes senceres primer fent-les desenvolupar en grups de cèl·lules fins que formin un cal·lus i després per regeneració de brots (caulogenèsi) des del cal·lus fent servir mètodes de cultiu de teixits de plantes. El creixement de protoplasts cap a cal·lus i la regeneració de brots requereix un balanç adequat de reguladors de creixement vegetal en el medi de cultiu del teixit que ha de ser l'adient per a cada espècie de planta.
Al contrari que els protoplast de plantes vascularss, els protoplasts de molsa, com Physcomitrella patens, no necessita fitohormones per a la regeneració, ni forma cal·lus. En comptes d'això regenera directament en protonema filamentós imitant la germinació d'una espora de molsa.
Els protoplasts també es fan servir en producció vegetal fent servir una tècnica anomenada fusió de protoplast. Els protoplasts de diferent espècies se’ls indueix a la fusió amb un camp elèctric o una solució de polietilè glicol, Aquesta tècnica també es fa servir per generar híbrids somàtics en cultiu de teixits vegetals.